# Liste der Kulturdenkmäler in Alken (Untermosel)
In der Liste der Kulturdenkmäler in Alken sind alle Kulturdenkmäler der rheinland-pfälzischen Ortsgemeinde Alken aufgeführt. Grundlage ist die Denkmalliste des Landes Rheinland-Pfalz (Stand: 27. Oktober 2023).

## Denkmalzonen
| Bezeichnung              | Lage                   | Baujahr | Beschreibung                                                                               | Bild                           |
| ------------------------ | ---------------------- | ------- | ------------------------------------------------------------------------------------------ | ------------------------------ |
| Denkmalzone Burg Thurant | östlich des Ortes Lage | um 1200 | Felsgratburg, im Kern um 1200, aufgehendes Mauerwerk wohl nach 1248; bauliche Gesamtanlage | weitere Bilder Fotos hochladen |

## Einzeldenkmäler
| Bezeichnung                         | Lage                                            | Baujahr                           | Beschreibung | Bild                                    |
| ----------------------------------- | ----------------------------------------------- | --------------------------------- | --- | --------------------------------------- |
| Ortsbefestigung                     |                                                 | erste Hälfte des 14. Jahrhunderts | die in der ersten Hälfte des 14. Jahrhunderts begonnene Ortsbefestigung umfasst den ganzen Ort bis zum Anschluss an die Außenanlagen der Burg; von der Befestigung erhalten: sogenannte Fallerport, Torturm mit erneuertem Fachwerkeinbau (bei Oberstraße 39, siehe dort), der südwestliche Eckturm (bei Moselstraße 15, siehe dort) und ein Torbogen (bei Bachstraße 10, siehe dort) | weitere Bilder Fotos hochladen          |
| Torbogen der Ortsbefestigung        | Bachstraße, bei Nr. 10 Lage                     | erste Hälfte des 14. Jahrhunderts | spitzer Torbogen der Ortsbefestigung | weitere Bilder Fotos hochladen          |
| Wegekreuz                           | Bachstraße, Ecke Moselstraße Lage               | 1743                              | Wegekreuz, bezeichnet 1743 | Fotos hochladen                         |
| Laacher Hof                         | Moselstraße 8 Lage                              | 18. Jahrhundert                   | Walmdachbau, 18. Jahrhundert. Der Laacher Hof war Kurkölner Vogtei und Zehnthof des Amtes Alken. | Fotos hochladen                         |
| Gasthaus                            | Moselstraße 15 Lage                             | 19. Jahrhundert                   | Bruchsteinbau, 19. Jahrhundert | Fotos hochladen                         |
| Eckturm der Ortsbefestigung         | Moselstraße, bei Nr. 15 Lage                    | erste Hälfte des 14. Jahrhunderts | südwestlicher Eckturm der Ortsbefestigung; Rundturm | weitere Bilder Fotos hochladen          |
| Wohnhaus                            | Oberstraße 7 Lage                               | 1764                              | Fachwerkhaus, teilweise massiv, bezeichnet 1764 | weitere Bilder Fotos hochladen          |
| Wohnhaus                            | Oberstraße 9 Lage                               | 17. oder 18. Jahrhundert          | Fachwerkhaus, teilweise massiv, verputzt, 17. oder 18. Jahrhundert | Fotos hochladen                         |
| Alte Dorfschule                     | Oberstraße 10 Lage                              | 19. Jahrhundert                   | Fachwerkhaus, teilweise massiv, verputzt, 19. Jahrhundert | Fotos hochladen                         |
| Wohnhaus                            | Oberstraße 15 Lage                              | 18. Jahrhundert                   | Fachwerkhaus, teilweise massiv, 18. Jahrhundert | weitere Bilder Fotos hochladen          |
| Wohnhaus                            | Oberstraße 16 Lage                              | 16. oder 17. Jahrhundert          | Fachwerkhaus, teilweise massiv, 16. (?) oder 17. Jahrhundert | Fotos hochladen                         |
| Malteserhaus                        | Oberstraße 25 Lage                              | 15. oder 16. Jahrhundert          | Fachwerkhaus, teilweise massiv, 15. oder 16. Jahrhundert | weitere Bilder Fotos hochladen          |
| Fallerport                          | Oberstraße, bei Nr. 39 Lage                     | erste Hälfte des 14. Jahrhunderts | Torturm der Ortsbefestigung; eckiger Schalenturm mit innerer Fachwerkwand | weitere Bilder Fotos hochladen          |
| Katholische Pfarrkirche St. Michael | Oberstraße 55 Lage                              | 1846–48                           | neugotische Saalkirche, Schieferbruchstein, 1846–48 | weitere Bilder Fotos hochladen          |
| Kapelle                             | Oberstraße, Ecke Auenstraße Lage                | 16. Jahrhundert                   | Kapelle, Muttergottes, wohl aus dem 16. Jahrhundert | BW                                      |
| Friedhofskreuz                      | Schulstraße, auf dem Friedhof Lage              | 1827                              | Friedhofskreuz, bezeichnet 1827 | BW                                      |
| Alte Michaelskirche                 | Von-Wiltberg-Straße Lage                        | 13. Jahrhundert                   | Westturm aus dem 13. Jahrhundert, Saalbau, im Kern romanisch, Sakristei bezeichnet 1547; außen: Vesperbild, 1686; Christus in der Rast, 1595; vier Grabplatten, 16. bis 18. Jahrhundert; elf Grabkreuze, 17. bis 19. Jahrhundert; auf dem Friedhof 35 Grabkreuze; Gesamtanlage | weitere Bilder Fotos hochladen          |
| Kelterhaus                          | Von-Wiltberg-Straße Lage                        | 19. Jahrhundert                   | Fachwerkhaus, teilweise massiv, Walmdach, 19. Jahrhundert | Fotos hochladen                         |
| Wohnhaus                            | Von-Wiltberg-Straße 10 Lage                     | 18. Jahrhundert                   | Fachwerkhaus, teilweise massiv, 18. Jahrhundert | Fotos hochladen                         |
| Burghaus der Herren von Wildberg    | Von-Wiltberg-Straße 18–28 (gerade Nummern) Lage | 1676                              | Putzbau mit Barockportal, bezeichnet 1676, zwei Ecktürme, wohl vor dem 17. Jahrhundert, Fachwerkaufstockung des einen Turms im 19. Jahrhundert, Kellereingang bezeichnet 1696; Nr. 18 dreigeschossiger Bruchsteinbau mit Treppenturm, bezeichnet 1616; Nr. 24 Neubau; Gesamtanlage | Fotos hochladen                         |
| Kreuzweg und Kapelle                | nordöstliches des Ortes; Im Bleidenberg Lage    | 1662                              | Kreuzweg mit sieben Fußfällen, Bildstocktyp, bezeichnet 1662; Kapelle, 19. Jahrhundert | Fotos hochladen                         |
| Skulptur                            | nördlich des Ortes; Alkener Lay                 | 18. Jahrhundert                   | Nepomuk-Skulptur, 18. Jahrhundert, wurde an der Alkener Ley aufgestellt, die früher als die „Loreley der Mosel“ galt | Direkt Bild zu diesem Denkmal hochladen |